# Kepler-20f
Kepler-20f es el primer exoplaneta descubierto que tiene el tamaño más parecido al de la Tierra, su radio de 1,03 de la Tierra, orbita en 19,6 días a la distancia de 16,1 millones de km. (cuatro veces más cerca que Mercurio), y su sol es muy parecido al nuestro. Está aproximadamente a 1000 años luz en la constelación de Lyra. Su temperatura se estima en 427 °C.